# Lisocromo
Un lisocromo es un tinte soluble utilizado para la tinción histoquímica de lípidos, los cuales incluyen triglicéridos, ácidos grasos, y lipoproteínas.  Lisocromos como el sudán IV se disuelven en el lípido y aparecen como regiones coloreadas. El tinte no se aferra a cualquier otro substratos, por lo que permite una cuantificación o la cualificación de presencia de un lípido.
Su nombre fue acuñado por el biólogo John Baker en su obra "Principios de Microtécnicas Biológicas", publicado en 1958, y deriva de las palabras griegas lysis (solución) y chroma (color).